# Лисовская, Татьяна Викторовна
Татьяна Викторовна Лисовская (белор. Таццяна Віктараўна Лісоўская; род. 2 июля 1969, г. Светлогорск, Калининградская область, Российская Федерация) — белорусский дефектолог, доктор педагогических наук, профессор. Профессор кафедры специальной педагогики Института инклюзивного образования Белорусского государственного педагогического университета им. Максима Танка.

## Биография
Родилась в 1969 году в городе Светлогорске Калининградской области Российской Федерации.
В 1988 году окончила Минское педагогическое училище № 2 и начала работать учителем начальных классов СШ № 165 г. Минска. В 1994 году с отличием окончила дефектологический факультет Белорусский государственный педагогического университета имени Максима Танка и поступила в очную аспирантуру научно-методического учреждения «Национальный институт образования» Министерства образования Республики Беларусь, где с 1998 и по 2019 годы работала на различных должностях: научный, старший, ведущий, главный научный сотрудник, начальник отдела обучения детей с сенсорными нарушениями и интеллектуальной недостаточностью, заведующий лабораторией специального образования. С 2019 г. по 31 марта 2020 года работала начальником учебно-методического управления Академии управления при Президенте Республики Беларусь. С 7 апреля 2020 года и по настоящее время работает в Белорусской государственном педагогическом университета имени Максима Танка.
Работая в Национальном институте образования, изучала международный и передавала белорусский опыт в области оказания коррекционно-педагогической помощи детям и взрослым с особенностями психофизического развития таких стран как Англия, Казахстан, Латвия, Литва, Польша, Россия, Узбекистан, Украина, Швеция, Эстония.
Лисовская Т. В. являлась исполнителем, координатором, а также руководителем различных проектов, финансируемых международными организациями: Швейцарское управление развития по сотрудничеству в Беларуси (2005—2010), ЮНЕСКО (2006, 2011), ЮНИСЕФ (2014), Международный фонд по защите прав человека (2016). Проходила профессиональные стажировки в Англии (2008), Швеции (2010), Польше (2011, 2014, 2018), Эстонии (2011).
С 2006 года и по настоящее время Лисовская Т. В. является научным руководителем заданий государственных и отраслевых научно-технических программ, а также прикладных научных исследований в сфере образования, выполняемых в научно-методическом учреждении «Национальный институт образования» Министерства образования Республики Беларусь. Лисовская Т. В. принимала участие в разработке ряда нормативных документов Министерства образования Республики Беларусь по совершенствованию специального образования (учебные планы, учебные программы, общий образовательный стандарт специального образования, предметные образовательные стандарты); разрабатывала современные средства обучения — электронные учебно-методические комплексы; совершенствовала научно-методическое обеспечение с учётом компетентностного подхода.
Лисовская Т. В. выступает в печати с 1994 года. Первые научные труды были опубликованы в сборниках Международных научных конференций (Минск, 1994 год), журнале «Дэфекталогія» (Минск , 1997 год), и были посвящены вопросам методике обучения математике детей с интеллектуальной недостаточностью.
25 февраля 2005 года Татьяна Викторовна Лисовская защитила кандидатскую диссертацию.
31 марта 2010 года присвоено ученое звание доцент в области педагогических наук.
В 2017 году становится доктором педагогических наук.
9 декабря 2020 года присвоено ученое звание профессор по специальности «Педагогика».

## Научная деятельность
Татьяной Викторовной Лисовской было выполнено научное исследование на тему «Педагогическая система непрерывного образования лиц с тяжелыми множественными нарушениями развития в Республике Беларусь», в котором теоретически обосновано, разработано и внедрено в практику дифференцированное содержание непрерывного образования данной категории лиц, как обучающихся в центрах корреционно-развивающего обучения и реабилитации и воспитывающихся в семье, так и находящихся в домах-интернатах для детей-инвалидов. Ведущая идея исследования заключается в построении такой педагогической системы, которая обеспечила бы непрерывность образования человека с тяжелыми множественными нарушениями как равноправных членов нашего общества на протяжении всей жизни, способствующего улучшению качества жизни на основе включенности в доступные виды деятельности и взаимодействия, повышения самостоятельности и подготовку его, в возможной мере, к жизни в обществе.
Лисовская Т. В. является автором более 200 работ — разработано, опубликовано и внедрено в образовательную практику специального образования комплексное научно-методическое и учебно-методическое обеспечение: 5 монографий (2 из них единоличные, 1 коллективная монография на английском языке), более 60 научных статей в рецензируемых журналах, 30 методических статей для педагогов, 15 учебно-методических пособий для педагогов, 25 учебных пособий для учащихся с интеллектуальной недостаточностью, утвержденных Министерством образования Республики Беларусь, учебник для взрослых с интеллектуальными нарушениями. Научно обоснованное и разработанное учебно-методического обеспечения внедрено в практику работы не только учреждений образования, но и учреждений социальной защиты, учреждений высшего образования, реализующих образовательные программы подготовки будущих учителей-дефектологов, учреждений дополнительного образования взрослых (педагогических кадров, социальных работников).
Индекс международного цитирования (индекс Хирша) равен 7.
Лисовская Т. В. является заместителем главного редактора журнала «Спецыяльная адукацыя», членом редакционных коллегий журналов «Педагогическая наука и образование», «Веснік адукацыі», «Пачатковая школа», «Вестник КазГПУ им. Абая» (Алматы), «Вестник Череповецкого государственного университета» (Череповец), Сборник научных трудов Каменец-Подольского государственного университета имени Ивана Огиенко" (Каменец-Подольский, Украина), «Специальная школа» (Академия специальной педагогики им. М.Гржегожевской в Варшаве).
Лисовская Т. В. является председателем диссертационного совета К02.23.01 при Республиканском институте профессионального образования, членом диссертационных советов К02.23.01 по защите диссертаций по специальности 13.00.03 при Национальном институте образования и Д800.009.04 при Ленинградском государственном университете имения А. С. Пушкина.
Под научным руководством Лисовской Т. В. защищены 3 кандидатские диссертации (2013, 2015, 2017), 3 магистерские диссертации (2020). Лисовская Т. В. является научным руководителем 3 магистрантов, 5 соискателей ученой степени кандидата педагогических наук, научным консультантом 2 докторантов.

### Избранные труды
- Лисовская, Т. В. Формирование элементарных геометрических представлений у детей с умственной недостаточностью/Т. В. Лисовская // Дэфекталогія. −1997. — Вып. 8 — С. 84-96.
- Лисовская, Т. В. Условия формирования математической зрелости у детей с интеллектуальной недостаточностью на начальных этапах обучения/Т. В. Лисовская // Дэфекталогія. — 2003. — № 2 — С.107 — 114.
- Лисовская, Т. В. Компетентностный подход во включенном (инклюзивном) образовании Т. В. Лисовская // Дэфекталогія. — 2006. — № 5. — С. 9-13
- Лисовская, Т. В. Формирование представлений о протяженности у детей с интеллектуальной недостаточностью : монография /Т. В. Лисовская. — Минск : Изд-во : Четыре четверти, 2010. — 196 с.
- Интеграция теории и практики обучения детей с тяжелыми множественными психофизическими нарушениями : монография. Под нач. редакцией Т. В. Лисовской. — Мозырь : Белый Ветер, 2015. — 360 с.
- Лисовская, Т. В. Непрерывное образование и сопровождение лиц с инвалидностью: проблемы и решения / Т. В. Лисовская // Дефектология. — 2015. — № 3. — С. 82-91.
- Лисовская, Т. В. Педагогическая система непрерывного образования в Республике Беларусь лиц с тяжелыми множественными нарушениями развития : монография /Т. В. Лисовская. — Минск : Изд-во : Четыре четверти, 2016. — 224 с.
- Библиографический указатель литературы по вопросам развития, воспитания и обучения лиц с выраженной интеллектуальной недостаточностью : [библиографический указатель] / Авторы-составители: А. Р. Маллер, Т. В. Лисовская. — Москва : 2018. — 102 с.
- Lisovskaya, T. V. The creation of educational conditions for socialization and social integration of disabled adults living in neuropsychiatric nursing homes in Belarus / T. V. Lisovskaya. — The contemporary problems of children and youth in multicultural societies: theory, research, praxis. Edited by Urszula Markowska-Manista. — Wydawnictwo Akademii Pedagogiki Specjalnej.- Warsawa, 2018. — P.133 — 146.
- Лисовская, Т. В. Математика : учебное пособие для 12-го класса первого отделения вспомог. школ с русск. яз. обучения. / Т. В. Лисовская, М. Е. Скивицкая, О. В. Фомина. — 1-е изд., нов. — Минск: Народная асвета, 2019. — 224 с.
- Лисовская, Т. В. Характеристика системы специального образования лиц с тяжелыми множественными нарушениями до 18 лет в Республике Беларусь / Т. В. Лисовская. — Вестник Череповецкого государственного университета. — 2019. — № 2. — С.211 — 219.
- Лисовская, Т. В. Обучение математике в классах углубленной социальной и профессиональной подготовки с использование современных учебных пособий // Спецыяльная адукацыя.- 2020. — № 3. — С.16 — 21.
- Lisovskaya Tatiana. Tolerance in the education of children with disabilities as an indicator of an inclusive community culture / Lisovskaya Tatiana, Zhuk Tatiana, INCLUSIVE EDUCATION. Unity in diversity. Edited by Joanna Głodkowska. Wydawnictwo Akademii Pedagogiki Specjalnej Warszawa 2020. — р.230 — 245.